# فرهنگ‌نامه تاریخی مفاهیم فلسفه

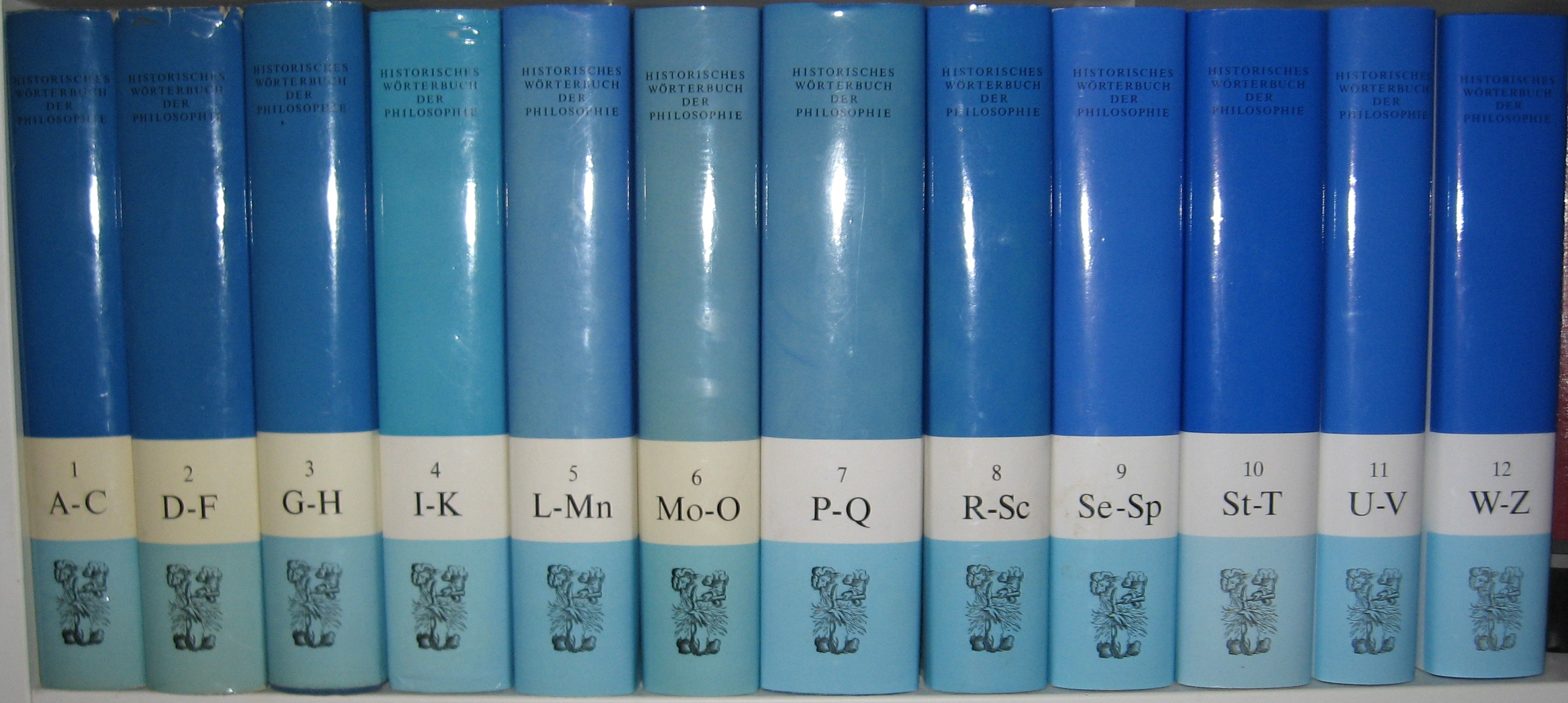
فرهنگ‌نامهٔ تاریخی مفاهیم فلسفه به زبان آلمانی

فرهنگ‌نامهٔ تاریخی مفاهیم فلسفه (به آلمانی: Historische Wörterbuch der Philosophie) یکی از معتبرترین فرهنگ‌نامه‌های مفهومی فلسفه به زبان آلمانی است. این فرهنگ‌نامه ۳٬۷۱۲ مدخل دربارهٔ مفاهیم فلسفه و شاخه‌های مختلف آن را دربرمی‌گیرد و به ارتباط فلسفه با مفاهیمی نظیر زیبایی‌شناسی و نظریهٔ هنر، تاریخ و نظریهٔ فرهنگ، زبان‌شناسی، ادبیات، اخلاق، آموزش و پرورش، علم سیاست، و دیگرها می‌پردازد. انتشار این اثر از ۱۹۷۱ با سرویراستاری یواخیم ریتر آغاز و پس از مرگ وی، با سرویراستاری کارلفرید گروندر و گتفرید گابریل ادامه یافت و در سال ۲۰۰۴ به پایان رسید. بخشی این کتاب به ترجمهٔ جمعی از مترجمان و به سرویراستاری محمدرضا حسینی بهشتی — استاد فلسفهٔ دانشگاه تهران — چاپخش شده است و در نخستین دورهٔ جایزهٔ کتاب فصل به عنوان مهم‌ترین کتاب فصل نخست انتخاب شد.